# Папићи (род)
Презиме Папић није ријетко код Срба. На простору бивше Југославије православни Папићи живе или су живјели у неколико десетина сеоских насеља, од Љубомира крај Требиња до Арадца (Зрењанин) и од Доњих Дубрава на Кордуну до Подвршке код Кладова.
Презиме Папић носи више српских родова/братстава. Према предањима, постојбина двају најбројнијих родова са овим презименом је стара Херцеговина. Папићи који славе Лучиндан поријеклом су из ближе околине Никшића, а њихови презимењаци чија је крсна слава Јовањдан из села Петровића у Бањанима. У Петровићима одавно нема Папића: последњи су се одселили из тог мјеста око 1735. године, након убиства једног Црногорца који им је, заједно са цуцким харамијама, отео стоку. Нешто раније, судећи по родослову, доселио се од Никшића у Коравлицу родоначелник тамошњих Папића и њихових рођака у сусједном селу – Влахињи.
У недатираном Парохијском летопису Старог Арадца Папићи се помињу као „староседеоци од преко сто година“. Арадчанин Вујадин Папић (1930) зна да његов далеки предак, Херцеговац, није дошао „са Чарнојевићем“ већ пола вијека касније. „У Арадцу је сада једна породица Папића, две су отишле. Славимо Светога Луку“, каже старац. Родоначелник Папића из Арадца доселио се, дакле, у то банатско насеље око 1740. године. Пошто у Родослову Папића из Коравлице и Влахиње нема помена о њему, може се са сигурношћу рећи да у Банат није доспио из билећког краја, но од Никшића, и то преко Шумадије, гдје одавно (у Пријевору крај Чачка) има „никшићких“ Папића.
Првих деценија 19. вијека двојица Папића из околине Билеће (Коравлице и Влахиње) напустила су завичај. Један се населио код Невесиња, а други у Босанској крајини. Њихово потомство није бројно, као ни Папићи у бачкој варошици Жабљу. И жабаљски Папићи (4 породице) кажу да им је поријекло херцеговачко, а крсна слава Свети Лука. Предак им је протојереј Максим Папић, који се помиње у једном запису из бурне 1848. године.
Православни Папићи увијек су дијелили судбину свога народа, а у претходна два вијека оставили видан траг у српској историји. Једни су се, према казивању Пека Папића из Влахиње, нашли под устаничким барјаком приликом опсаде Никшића (1807), други у Вукаловића буни, 50 година касније. У великом Херцеговачком устанку (1875 – 1878), Рудинско билећки батаљон од 900 бораца био је под командом Шћепана Вуковог Папића.
Стотинаш у том устанку Петар Лалићев Шупић (1842—1918) помиње, у мемоарском спису, погибију два Милоша Папића из Коравлице у истом дану (Битка код Моска 1875). Брат једног од њих (Милоша – Благоја), Тодор Бајов Папић, погинуо је као батаљонски барјактар у Првом балканском рату. Из братства Папића код Билеће (Коравлица и Влахиња) учествовало је у ослободилачким ратовима, 1912—1918. године, неколико десетина људи, махом добровољаца – повратника из Америке (преко 20), од којих су седморица одликовани Медаљом за храброст „Милош Обилић“. У Другом свјетском рату погинуло је 26 Папића из 15 домова у Коравлици и Влахињи. Но, у тим мјестима нијесу се десили масовни злочини попут оног у Жабљу. Међу 666 становника Жабља које су, јануара 1942. године, убили мађарски фашисти било је дванаесторо Папића.

## Помени Папића
Први писани помен Папића није из 1596. године, како тврди Анте Иванковић, већ из времена православног манастира Превлаке (срушен 1452). Саво Накићеновић у књизи Бока наводи, између осталог: „У сусједном Тивту, омиљеном боравишту Агронове удовице Теуте, у доба (...) превлачког манастира, и иза тога, имају своје љетниковце дванаест властеоских породица которских. Ондје су још спахилуци с дворовима и с тамницама кнежева (Conti) Периновића, Марићевића, Луковића, Трипковића, Папића, Бескућа, Верона, од којих неки, већ измаком 14. вијека, помогоше крњити власт Михољског збора“. Да ли су которски Папићи били католици или православци – не може се тачно рећи. Не зна се ни гдје су се одселили. Према неким изворима, Папићи католици у градићу Супетру на острву Брачу старином су из Боке которске.
Крајем 17. стољећа Папићи досељени са Косова основали су село Белошевац код Крагујевца и истоимено насеље недалеко од Ваљева. У крагујевачком Белошевцу Папићи су давно изумрли, а њихови братственици у ваљевском Белошевцу узели су презиме Пејићанин. Од Пејићана воде поријекло белошевачки Пејићи, Бабићи, Јеремићи, Максимовићи, Видићи, Николићи, Лазићи, Илићи и Јолџићи. Сви славе Аранђеловдан.
У једном запису у Општем листу манастира Острога из 18. вијека, помиње се извјесни Станоје Папић из Петрића (заселак Шобајића) као човјек од кога је острошки игуман Стефан купио виноград, око 1754. године. Из истог је времена листа (датирана 1754) на којој је наведено име неплаћеног каплара (десетара) из села Папића на Банији: „Unbesoldeter Gefreite Maxim Annanic aus Papici“. Давне 1768. године у овом насељу је било само 15 кућа.

## Познати Папићи
Шћепан Вуков Папић, звани Сердар (Коравлица, 1832), знаменити херцеговачки јунак. У вријеме Херцеговачког устанка (1875 – 1878) истакао се у борбама око Требиња и на збору херцеговачких главара, на Цетињу, изабран за командира Рудинско-билећког батаљона, у чијем саставу је било 9 чета. При опсади Никшића 1877. године, предводио је такозване „динамиташе“. Пошло му је за руком да заузме Мушовића шанац, послије чега је дошло до пада града. Његовом је заслугом Коравлица, 1878, припала Црној Гори. Умро је у збјегу под планином Сомином, 1915. године, у врло тешким материјалним околностима.

Тодор Бајов Папић (Коравлица, 1847), јунак Херцеговачког устанка (1875 – 1878). Војвода Машо Врбица, први министар унутрашњих дјела Књажевине Црне Горе, сматрао га је поузданим човјеком и слао га у повјерљиве мисије херцеговачким устаницима 1882. године. Учествовао је у Првом балканском рату и погинуо, као барјактар Опутнорудинског батаљона, у јуришу на Бардањолт код Скадра, 1913, у 66. години живота.
Дука Папић (Коравлица, 1873 – 1945), барјактар Трећег батаљона „Никшићке“ бригаде у Другом балканском рату, добитник више високих одликовања. Обојица његових синова (Радован и Божо) и четири синовца погинули су за вријеме Другог свјетског рата. Једна улица у Никшићу носи име братанца му Милана Г. Папића.
Жарко Ј. Папић (Влахиња, 1920 – Баљци, 1944), народни херој Југославије.
Митар Папић (Влахиња, 1908 – Сарајево, 1988), историчар школства. Важнија дјела: Стазама просвјете и културе (1966), Пелагић и о Пелагићу (1969), Школство у Босни и Херцеговини за вријеме аустроугарске окупације (1972), Трагом културног насљеђа (1976), Историја српских школа у Босни и Херцеговини (1978).
Лимун – Моне Папић (Бања Лука, 1933 – 2003), новинар и публициста, унук барјактара Тодора Папића из Коравлице. Аутор је три и коаутор двије књиге. Након његове смрти установљена је награда „Златно перо – Лимун Папић“, која се сваке године додјељује најуспјешнијем спортском новинару Републике Српске.
Крсто Папић (Вучји До, 1933 – Загреб, 2013), филмски редитељ и сценарист, добитник награде за ауторски опус и допринос филмској умјетности (Grand Prix American) Међународног филмског фестивала у Монтреалу (2004) те Награде „Владимир Назор“ за животно дјело (2006). Познатији филмови: Лисице (1969), Представа Хамлета у Мрдуши Доњој (1973), Тајна Николе Тесле (1980), Живот са стрицем (1988), Прича из Хрватске (1991), Цвјетни трг (2012).
Саво Папић (Вучји До, 1939), доктор стоматолошких наука, професор Универзитета у Новом Саду, брат редитеља Крста Папића. Један је од коаутора књиге Стоматологија за студенте медицине (1983) и аутор већег броја значајних научних радова, објављених у домаћим и међународним часописима.
Жарко Р. Папић (Сарајево, 1947), научник, бивши професор Америчког универзитета у Паризу, синовац народног хероја Жарка Папића. Објавио десет књига из области економије и политикологије. Почетком осамдесетих био је министар науке и технологије у Влади Србије, а од 1986. до 1989. године министар за планирање у Савезном извршном вијећу.
Жарана Папић (Сарајево, 1949 – Београд, 2002), социолог, професорка Универзитета у Београду, сестра др Жарка Папића. Објављене књиге: Социологија и феминизам (1989), Полност и култура (1997).
Љубиша Папић (Пријевор, 1952), редовни професор Универзитета у Крагујевцу и Политехничког универзитета у Валенсији (Шпанија), дописни члан Академије инжењерских наука Србије. Аутор је три и коаутор шест књига.
Нада Томовић, рођена Папић (Дубровник, 1963), историчарка, професорка Универзитета Црне Горе. Аутор је књиге Русија и српско питање у анексионој кризи у Босни 1908 – 1909. године (2008) и коаутор уџбеника Култура модерног доба (2011).
Срђан Папић (Зрењанин, 1977), писац, добитник Шестоаприлске награде Београда. Прву збирку прича, Непремостиве разлике, објавио 2001. године. Проза му је превођена на седам језика: енглески, француски, шпански, мађарски, словеначки, македонски и грчки.

## Села и крсне славе
У табели која слиједи наведена су имена села у којима су Папићи живјели или још увијек живе и крсне славе носилаца тог презимена. Уз већину топонима уписано је (у средњој рубрици) име краја или насеља из којег су се Папићи доселили.
| насеље                       | стари завичај                     | крсна слава           |
| ---------------------------- | --------------------------------- | --------------------- |
| Коравлица (Никшић)           | околина Никшића                   | Лучиндан              |
| Вучји До (Никшић)            | Коравлица, преселили 1930.        | Лучиндан              |
| Велимље (Никшић)             | Бањани, па Љубомир                | Јовањдан              |
| Црљенице (Пљевља)            | Бањани, Дробњак                   | Јовањдан              |
| Збљево (Пљевља)              | бивши Станимировићи               | Лазарева субота       |
| Влахиња (Билећа)             | околина Никшића                   | Лучиндан              |
| Домашево, Љубомир (Требиње)  | Петровићи (Бањани), до 1735.      | Јовањдан              |
| Шумићи, Оџак (Невесиње)      | Бањани                            | Јовањдан              |
| Бабља Глава, Оџак (Невесиње) | Бањани                            | Јовањдан              |
| Сељани (Невесиње)            | Коравлица                         | Лучиндан              |
| Мало Поље (Мостар)           | Бањани, сродници Папића из Шумића | Јовањдан              |
| Романи (Калиновик)           | Бањани                            | Јовањдан              |
| Шенковићи (Соколац)          | Влахиња, одселио један у 19. в.   | Лучиндан              |
| Равна Романија (Соколац)     | Бањани                            | Јовањдан              |
| Маревићи (Чајниче)           | Бањани                            | Јовањдан              |
| Жуне, Батковићи (Чајниче)    | Бањани                            | Јовањдан              |
| Тршевине (Жупа, Вишеград)    | Бањани                            | Јовањдан              |
| Укриница (Теслић)            | непознат, сада десетак кућа       | Никољдан              |
| Стратинска (Бања Лука)       | непознат, сада десетак домова     | Томиндан              |
| Дубраве (Гламоч)             | непознат, 7 кућа до 1995.         | Михољдан              |
| Хасићи (Гламоч)              | непознат, 2. куће до 1995.        | Михољдан              |
| Витасовци (Нови Град)        | Херцеговина                       | Лучиндан              |
| Трговиште (Нови Град)        | Херцеговина                       | Лучиндан              |
| Демировац (Козарска Дубица)  | непознат, једна породица          | Ђурђевдан             |
| Бијаковац (Козарска Дубица)  |                                   |                       |
| Папићи (Суња, Банија)        | Бањани                            | Јовањдан              |
| Доње Дубраве (Огулин)        | непознат, сада 5 домова           | Никољдан              |
| Бучје (Прибој)               | Бањани                            | Јовањдан              |
| Кладница (Сјеница)           | Бучје, до почетка 19. в.          | муслимани од 1806.    |
| Прањани (Горњи Милановац)    | Бучје, до 1806.                   | Јовањдан              |
| Буар (Ужице)                 | Бучје, до 1806.                   | Јовањдан              |
| Висибаба (Пожега)            | огранак Папића из Буара, 2. куће  | Јовањдан              |
| Пријевор (Чачак)             | околина Никшића                   | Лучиндан              |
| Белошевац (Крагујевац)       | Косово, изумрли                   | Аранђеловдан          |
| Ноћај (Сремска Митровица)    | Херцеговина, бивши Дрљевићи       | Аранђеловдан          |
| Жабаљ код Новог Сада         | Херцеговина                       | Лучиндан              |
| Арадац (Зрењанин)            | околина Никшића, па Шумадија      | Лучиндан              |
| Подвршка (Кладово)           | непознат, двадесетак домова       | Петковица (Св. Петка) |
| Ковачевац (Младеновац)       |                                   | Јовањдан              |

## Галерија
| Петровићи (село) | Слика Коравлице | Гуслар | Фотографија Бучја иза клисуре Сућеска | Фотографија села Папићи на Банији |